# هربرت ستون
هربرت ستون (بالإنجليزية: Herbert Stone)‏ (1 أبريل 1873 بسانت ألبانز في المملكة المتحدة - ) هو لاعب كرة قدم بريطاني وإنجليزي (وحمل سابقاً جنسية المملكة المتحدة لبريطانيا العظمى وأيرلندا) في مركز الوسط. لعب مع مانشستر يونايتد.